# Hanns Leske
Hanns Leske (* 1950 in Berlin; † 2018) war ein deutscher Sporthistoriker und Berliner Kommunalpolitiker.

## Leben
Hanns Leske fungierte zwischen 1979 und 1999 für die Sozialdemokratische Partei Deutschlands als Mitglied der Bezirksverordnetenversammlung von Berlin-Schöneberg und war Fraktionsgeschäftsführer sowie baupolitischer Sprecher. Nach dem 1999 vollzogenen Parteiaustritt trat Leske zwischen 2004 und 2005 kurzzeitig als Pressesprecher der Charité in Erscheinung. Er widmete sich in der Folgezeit ausschließlich diversen Veröffentlichungen über den DDR-Fußball.
Überregionale Bekanntheit erlangte Leske mit Werken wie Erich Mielke, die Stasi und das runde Leder, Vorwärts Armeefußball im DDR-Sozialismus sowie der 2007 erschienenen Enzyklopädie des DDR-Fußballs. Leske thematisiert in seinen Schriften das Beziehungsgeflecht zwischen SED und MfS auf der einen, den DDR-Fußballclubs sowie Betriebssportgemeinschaften auf der anderen Seite. Neben der geschichtlichen Darstellung enthalten seine Werke umfangreiche Statistiken zur Fußballnationalmannschaft der DDR und den Spielklassen der DDR-Oberliga, DDR-Liga und II. DDR-Liga. Die Auflistungen von Vereinen und Spielern unterliegen in Leskes Werken im Gegensatz zu Hardy Grünes Enzyklopädie der deutschen Fußballvereine keiner strengen Relevanz, so werden entsprechend auch dritt- bzw. viertklassige DDR-Bezirksligisten und DDR-Zweitligaspieler mit aufgeführt.

## Publikationen
- Erich Mielke, die Stasi und das runde Leder. Die Werkstatt, Göttingen 2004, ISBN 3-89533-448-0 (Dissertation, FU Berlin, 2003).
- Enzyklopädie des DDR-Fußballs. Die Werkstatt, Göttingen 2007, ISBN 978-3-89533-556-3
- Vorwärts. Armeefußball im DDR-Sozialismus. Aufstieg und Fall des ASK/FC Vorwärts Leipzig/Berlin/Frankfurt. Die Werkstatt, Göttingen 2009, ISBN 978-3-89533-647-8.
- Tasmania Berlin. Der ewige Letzte – die wahre Geschichte der Tasmanen. Agon, Kassel 2011, ISBN 978-3-89784-369-1.
- Magneten der Lederbälle. Torhüter der DDR. Agon, Kassel 2014, ISBN 978-3-89784-368-4.
- Die DDR-Oberligaspieler. Ein Lexikon. Agon, Kassel 2014, ISBN 978-3-89784-392-9.